# Bradyscela granulosa
Bradyscela granulosa is een raderdiertjessoort uit de familie Adinetidae. De wetenschappelijke naam van deze soort is voor het eerst geldig gepubliceerd in 1947 door De Koning.